# Septum transverse
Pour les articles homonymes, voir Septum.
Le septum transversum est une masse épaisse de mésenchyme crânien, formée dans l'embryon, qui donne naissance à des parties du diaphragme thoracique et du mésentère ventral de l'intestin antérieur chez l'être humain développé et d'autres mammifères.

## Origines
Le septum transversum apparaît à l'origine comme la partie la plus crânienne du mésenchyme au jour 22. Lors du pliage craniocaudal, il prend une position crânienne par rapport au cœur en développement au niveau des vertèbres cervicales. Au cours des semaines suivantes, l'extrémité dorsale de l'embryon se développe beaucoup plus rapidement que son homologue ventral, ce qui entraîne une descente apparente du septum transversum situé ventralement. A la semaine 8, on le retrouve au niveau des vertèbres thoraciques,.

## Approvisionnement nerveux
Après un pliage craniocaudal réussi, le septum transversum capte l'innervation des branches ventrales adjacentes des nerfs spinaux C3, C4 et C5, formant ainsi le précurseur du nerf phrénique. Lors de la descente du septum, le nerf phrénique est entraîné et prend sa voie descendante.
Au cours du développement embryonnaire du diaphragme thoracique, les cellules myoblastiques du septum envahissent les autres composants du diaphragme. Ils donnent ainsi lieu à l'innervation motrice et sensorielle du diaphragme musculaire par le nerf phrénique.

## Dérivés
La partie crânienne du septum transversum donne naissance au tendon central du diaphragme, et est à l'origine des myoblastes qui envahissent les plis pleuropéritonéaux aboutissant à la formation du diaphragme musculaire.
La partie caudale du septum transversum est envahie par le diverticule hépatique qui se divise en son sein pour former le foie et donne ainsi naissance au mésentère ventral de l'intestin antérieur, lui-même précurseur du petit épiploon, le péritoine viscéral du foie et le ligament falciforme.
Bien qu'il ne dérive pas du septum transversum, le développement du foie dépend fortement des signaux qui en proviennent. La protéine morphogénétique osseuse 2 (BMP-2), la BMP-4 et la BMP-7 produites à partir du septum transversum rejoignent les signaux du facteur de croissance des fibroblastes (FGF) du mésoderme cardiaque incitent une partie de l'intestin antérieur à se différencier vers un destin hépatique.